# Donatio
Donatio (od łac. donare = darować, obdarować) – darowizna w prawie rzymskim.

## Darowizna w prawie przedjustyniańskim
Darowizną w prawie przedjustyniańskim była każda czynność prawna, która:
- wzbogacała (zwiększała majątek) obdarowanego,
- zubażała (zmniejszała majątek) darczyńcę,
- wykonywana była w celu przysporzenia korzyści majątkowej obdarowanemu, tj. musiała istnieć wola dokonania darowizny (animus donandi) oraz
- jeżeli darowizna została przez obdarowanego przyjęta, gdyż nikt nie mógł być obdarowany wbrew swej woli.

Darowiznę realizowano w formie zależnej od rodzaju przysposobienia, np.: przenosząc na obdarowanego własność rzeczy w drodze tradycji (bądź mancypacji czy in iure cessio jeżeli rzecz należała do res mancipi), zwalniając obdarowanego z ciążącego na nim długu lub zobowiązując się w drodze stypulacji do świadczenia na rzecz obdarowanego (np. wybudowania domu). W drodze stypulacji mogła nastąpić też cesja wierzytelności. Darowizną mogła być też sprzedaż za cenę symboliczną (tj. nieodpowiadającą rzeczywistej wartości przedmiotu), np. mancipatio sestertio nummo uno.
Zasadniczo prawo rzymskie traktowało darowizny jako niepożądane i starało się je ograniczyć, gdyż nie miały one podłoża ekonomicznego. Służyły temu przepisy wydanej w roku 204 p.n.e. lex Cincia (de donis et muneribus), zakazujące darowizn na rzecz obcych osób (dopuszczalne były przysporzenia  na rzec osób bliskich persona exceptae) ponad określoną (obecnie nieznaną bliżej) wysokość. Jednak darowizny dokonane mimo tego zakazu nie były nieważne ani karalne (była to lex imperfecta). Pozywany o wypełnienie obiecanej darowizny był chroniony przez pretora udzieleniem exceptio legis Cinciae, spełniający mógł domagać się zwrotu przez replicatio legis Cinciae. Śmierć darczyńcy konwalidowała umowę (morte Cincia removetur).
Pod koniec republiki prawo zwyczajowe − co do zasady − zakazywało darowizn między małżonkami (donatio inter virum et uxorem) a darowizny dokonane uznawano za nieważne. Na początku dominatu zakazy wynikające z lex Cincia zastąpiono ustawowym obowiązkiem ujawniania darowizn w specjalnym rejestrze prowadzonym przez urzędników cesarskich. Wpis do takiego rejestru nazywano „insynuacją darowizny” (insinuatio donationis). Darowizna dokonana bez rejestracji była nieważna. Należało jej dokonać przy świadkach. Ponadto sama obietnica darowizny, jeżeli nie była dokonana w formie stypulacji, nie rodziła roszczenia i nie była zaskarżalna (należała wówczas do kategorii umów zwanych pacta nuda).

## Darowizna w prawie justyniańskim
Kodyfikacja Justyniana uwzględniała już zaskarżalność zwykłej, nieformalnej umowy darowizny (pactum donationis). Taka umowa darowizny należała już do kategorii pacta legitima.
Ponadto prawo justyniańskie zachowywało obowiązek rejestracji darowizn, których wartość przekraczała 300 (później 500) solidów oraz przewidywało możliwość odwołania darowizny (revocatio donationis), w przypadkach niewdzięczności (ingratia) obdarowanego, które taksatywnie wyliczała ustawa.
Pewne darowizny (pochodzące od cesarza lub na jego rzecz, w celach dobroczynnych jak wykup jeńców wojennych lub odbudowa zniszczonych budynków) zwolnione były od rejestracji bez względu na wysokość.

## Szczególne rodzaje darowizn

### Donatio sub modo
Szczególnym rodzajem darowizny była darowizna z poleceniem (donatio sub modo). Była to darowizna, do której darczyńca dołączał polecenie (modus) nakładające na obdarowanego obowiązek określonego postępowania (działania lub zaniechania). Polecenie takie nie było warunkiem zawieszającym, tj. nie zawieszało ważności czynności prawnej. Darowizna pozostawała ważna mimo niewykonania polecenia. Od czasów Kodyfikacji Justyniańskiej, darczyńca mógł jednak skarżyć obdarowanego o wykonanie polecenia przy pomocy powództwa actio praescriptio verbis.

### Donatio mortis causa
Darowizna na wypadek śmierci (donatio mortis causa) była szczególnym rodzajem darowizny, którą dokonywano pod warunkiem, że obdarowany przeżyje darczyńcę (por. umowa o przeżycie). Darowiznę taką, faktycznie obciążającą spadek, realizował spadkobierca darczyńcy, w związku z czym stosowano do niej niektóre przepisy prawa spadkowego.

### Donatio inter virum et uxorem
Szczególnymi darowiznami były darowizny dokonywane między małżonkami, które w zasadzie były niedozwolone i nieważne.